# Chester Taylor (Footballspieler)
Chester Lamar Taylor (* 22. September 1979 in River Rouge, Michigan) ist ein ehemaliger US-amerikanischer American-Football-Spieler. Er spielte zehn Saisons auf der Position des Runningbacks in der National Football League (NFL).

## Karriere

### College
Taylor spielte von 1998 bis 2001 College Football an der University of Toledo für die Toledo Rockets. Er erlief insgesamt 4.849 Yards, die zu seiner Zeit meisten in der Geschichte der Rockets und erst 2016 von Kareem Hunt überboten. In seiner Zeit wurde er drei Mal ins First-team All-MAC gewählt. Er hält mit 56 den Rekord für die meisten erlaufenen Touchdowns in der Schulgeschichte. In seinem letzten Jahr erlief er 1.620 Yards, der zu seiner Zeit zweitbeste Wert und derzeit drittbeste Wert der Teamgeschichte. Er wurde für diese Leistung von der Associated Press zum Third-team All-American ernannt. Zum 100-jährigen Jubiläum der Rockets 2017 wurde Taylor auf Platz 3 des All-Century Teams gewählt.

### NFL
Im NFL Draft 2002 wurde Taylor in der sechsten Runde als insgesamt 207. Spieler von den Baltimore Ravens ausgewählt. Bei den Ravens wurde er hauptsächlich als 3rd-Down-Back eingesetzt und war Backup von Jamal Lewis. In seiner Rookie-Saison erzielte er 122 Yards bei 33 Läufen. In seiner zweiten Saison erzielte er 276 Yards bei 63 Läufen. Im Oktober 2004 startete Taylor erstmals, nachdem Lewis für zwei Spiele gesperrt worden war. Insgesamt startete Taylor vier Spiele in der Saison 2004 und erlief dabei zwei Touchdowns und über 700 Yards. Zusätzlich fing er 30 Pässe für 184 Yards. Nach der Saison lief sein Vertrag aus. Die Ravens boten ihm einen Vertrag über 656.000 US-Dollar an, weshalb er zum Restricted Free Agent wurde. Am 17. März 2005 unterzeichnete er ein Offer Sheet bei den Cleveland Browns. Dieses hatte eine Laufzeit von einem Jahr und bestand aus einem Grundgehalt von 2 Millionen US-Dollar, einem Signierbonus von einer Million US-Dollar und Boni im Wert von mehreren hunderttausend US-Dollar. Am 21. März 2005 zogen die Ravens mit den Browns gleich, weshalb Taylor gemäß den geltenden Regularien einen neuen Vertrag bei den Ravens hatte. In der Saison 2005 erlief er 487 Yards bei 117 Läufen und fing 41 Pässe für 292 Yards und einen Touchdown.

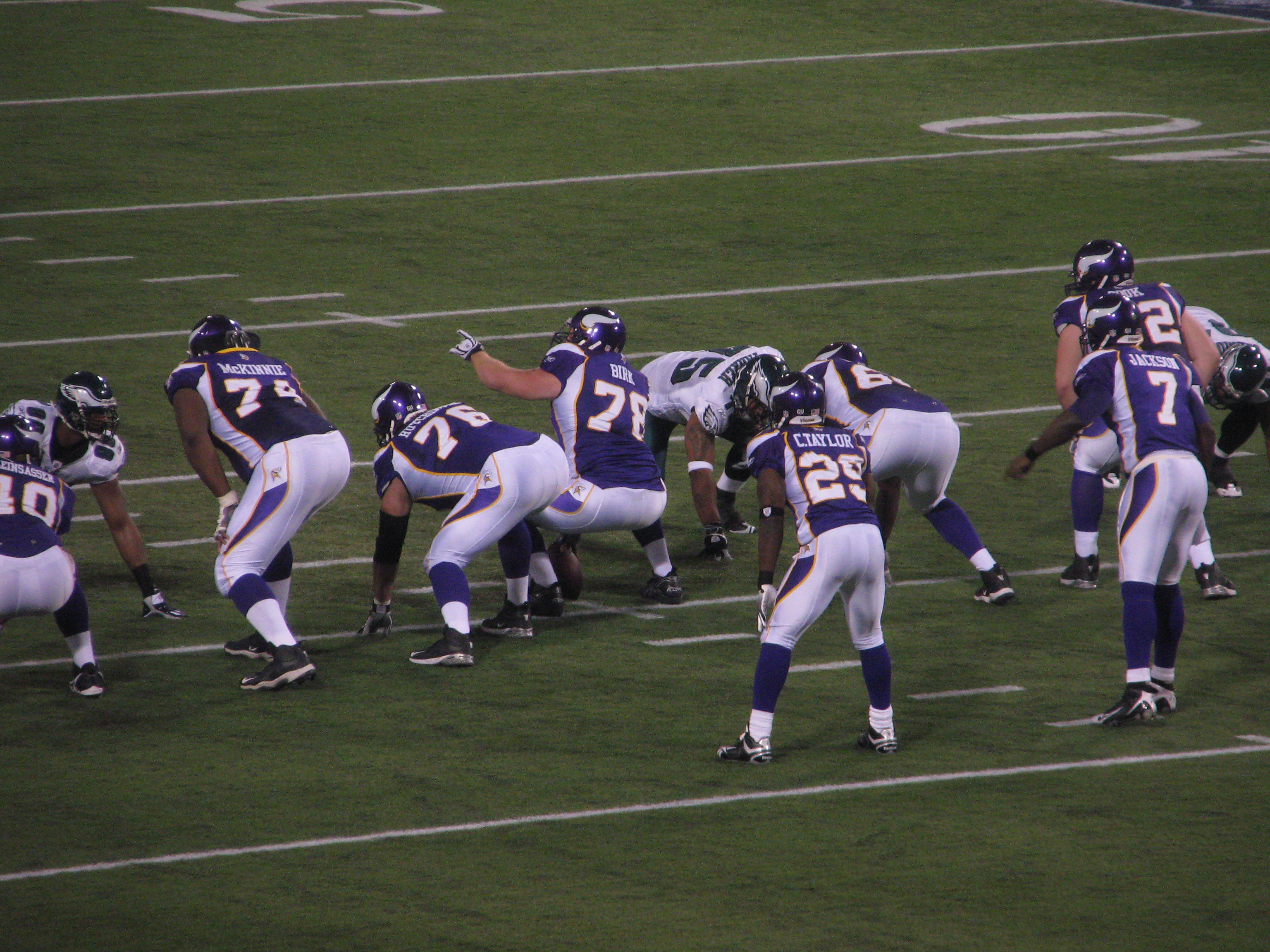
Taylor in einem Playoff-Spiel der Vikings 2009

Am 12. März 2006 verpflichteten die Minnesota Vikings Taylor. Sein Vertrag hatte eine Laufzeit von vier Jahren und einen Gesamtumfang von 14,1 Millionen US-Dollar, davon 5,6 Millionen als Bonuse. In seiner ersten Saison bei den Vikings erlief Taylor 1.216 Yards bei 303 Läufen. Es war Taylors einzige Saison als primärer Starter. Am 22. Oktober 2006 erlief er im Spiel gegen die Seattle Seahawks in einem einzigen Lauf 95 Yards, der längste Lauf in der Geschichte der Vikings. Nachdem die Vikings 2007 Adrian Peterson drafteten, der daraufhin zum Starting-Runningback der Vikings wurde, fielen Taylors Leistungen ab. In den folgenden drei Saisons erzielte er durchschnittlich 527 erlaufene Yards, 386 erfangene Yards und fünf Touchdowns pro Saison. 2009 erlief er 338 Yards.
Am 6. März 2010 verpflichteten die Chicago Bears Taylor. Er erhielt einen Vierjahresvertrag über 12,5 Millionen US-Dollar, wovon 7 Millionen für das erste Vertragsjahr garantiert waren. Für die Bears erlief er 267 Yards bei 112 Läufen, was einem Durchschnitt von 2,4 Yards je Lauf entsprach. Dies war einer der niedrigsten Werte der neueren NFL-Historie. Zusätzlich fing er 20 Pässe für 139 Yards. Nach Ansicht Taylors war die schlechte Ausbeute im Laufspiel bedingt durch das falsche Einsetzen von ihm bei den Bears, wo er hauptsächlich eingesetzt wurde, wenn nur kurze Distanzen überwunden werden mussten. Ende August 2011 kam es zu Missverständnissen zwischen Taylor und Bears Head Coach Lovie Smith. Nach einem gemeinsamen Gespräch war Taylor der Meinung, entlassen worden zu sein, obwohl dies nicht zutraf. Smith hatte Taylor lediglich mitteilen wollen, dass er im letzten Preseasonspiel nicht eingeplant sei, dies jedoch nicht für die gesamte Saison 2011 gelte. Taylor verpasste aus diesem Grund ein Training. Am 3. September 2011 wurde er von den Chicago Bears entlassen.
Am 5. September 2011 verpflichteten die Arizona Cardinals Taylor für ein Jahr. Er erlief 77 Yards in 20 Läufen für einen Touchdown und fing 14 Pässe.